# کاترین اربه
کاترین اربه (انگلیسی: Kathryn Erbe؛ زادهٔ ۵ ژوئیهٔ ۱۹۶۵) یک هنرپیشه اهل ایالات متحده آمریکا است. وی از سال ۱۹۸۹ میلادی تاکنون مشغول فعالیت بوده‌است.
او همچنین در فیلم ملت ترور، عشق گرانبها، خانه خوب، در مورد باب چطور؟، اعتیاد و نظم و قانون: قصد جنایی بازی کرده است.